# Маймон Фишман, Иегуда-Лейб
Иегуда-Лейб Фишман Маймон (ивр. הרב יהודה לייב הכהן פישמן מימון‎; возможны различные сочетания имён, в том числе Фишман (Маймон), Фишман-Маймон, Маймон-Фишман; при рожд. Лейб Фишман; 11 декабря 1875, Маркулешты, Сорокский уезд, Бессарабская губерния — 10 июля 1962, Тель-Авив, Израиль) — раввин, государственный и общественный деятель, литератор; один из лидеров религиозного сионистского движения «Мизрахи».

## Биография
Иегуда-Лейб Фишман родился в бессарабском еврейском местечке Маркулешты (теперь Флорештского района Молдовы) в 1875 году. После получения раввинского звания (смихи) работал в Маркулештах, а с 1905 до 1913 года был раввином в Унгенах Белецкого уезда Бессарабской губернии (теперь райцентр Унгенского района Молдовы).
В 1900 году Фишман познакомился с основателем религиозного движения «Мизрахи (движение)» раввином Ицхок-Яков Райнесом (1839—1915), принял участие в учредительном съезде «Мизрахи» в Вильне (1902) и в Первом Всемирном съезде движения в Прессбурге (1904). Принимал участие во всех всемирных сионистских конгрессах, начиная со второго. В Унгенах редактировал местный периодический орган «Мизрахи» — журнал «Голубь», издаваемый под эгидой Союза проповедников Талмуда рабби Шименом Шлоймке Вертгеймом.
В 1913 году поселился в Палестине, но через год — с началом Первой мировой войны — как гражданин враждебной державы был выслан османскими властями и переехал в США. Здесь занимался литературной деятельностью, публиковал брошюры пропагандистского и просветительского характера на идише и иврите. После окончания Первой мировой войны вернулся в подмандатную Палестину, где был близким соратником основного идеолога и теоретика религиозного сионизма р. А.-И. Кука (тогда — главного раввина Иерусалима). Возглавил движение «Мизрахи» после его перевода из Франкфурта в Палестину, создал сеть школ «Мизрахи», основал официальный орган движения газету «hаТор» (1921—36); совместно с Куком в 1921 году создал Верховный Раввинат Палестины (впоследствии Израиля), написал его устав и разработал учредительную церемонию. В 1936 году, после смерти раввина Кука, создал издательство его имени «Мосад hаРав Кук» — теперь крупнейшее издательство религиозной литературы в Израиле.
В 1931—48 годах был членом исполнительного комитета Еврейского Агентства («Сохнут»), некоторое время его председателем. В 1948 году стал одним из 37 подписантов Декларации независимости Государства Израиль, вошёл в первое правительство страны (министр по делам религий и жертв войны).
С 1951 года полностью сосредоточился на литературной и публицистической деятельности. Фишман-Маймон — автор многочисленных работ идеологического и теоретического характера в духе религиозного сионизма, трудов по истории движения «Мизрахи» и многотомных серий «Сарей hаМеа» (Столпы столетия) о выдающихся религиозных авторитетах XIX века (в 1942—1947 годах вышло 10 томов) и «Арим вэИмахот бэИсраэль» (1948—1952) по историографии еврейских общин различных городов Европы (около 12 томов).

## Семья
Дочь — израильский литератор и историк Геула Бат-Йегуда (גאולה בת-יהודה), среди прочего автор монографии об отце «Рабби Й. Л. Маймон и его время» (1979), жена израильского политика, министра по делам религий в 1974—1977 годах, редактора многотомной «Энциклопедии религиозного сионизма» Ицхака Рафаэля (1914—1999). Сестра — Ада Фишман-Маймон — пионер и лидер женского рабочего движения в Палестине, участница сионистских конгрессов, депутат Кнессета первого и второго созывов, основательница движения «Моэцет hаПоалот» (Совет трудящихся женщин). Брат — Зхария Фишман (1891, Маркулешты — 1926, Иерусалим) — публицист, архивист, библиограф.
Праправнучка Нина Брош, модель.

## Избранная библиография
- «Эйнике Вэртэр Вэйгн Дэр Мизрэхишн Митлшул Тахмони ин Яфо, Эрэц-Исройэл» (несколько слов о средней школе движения Мизрахи «Тахкэмони» в Яффе, Земля Израиля), на идише, Ойсгабэ Фун Мизрахи Бюро (издание бюро Мизрахи): Нью-Йорк, 1916.
- «р. Саадия Гаон», Иерусалим, 1924.
- «The history of the Mizrachi Movement» (история движения «Мизрахи»), Mizrachi Hazair: Нью-Йорк, 1928.
- «Зехор Зот леЯаков» (в память раввина Ицхок-Якова Райнеса), Соломон: Иерусалим, 1933.
- «Сарей hаМеа» (столпы века), в 10 тт., Мосад hаРав Кук: Иерусалим, 1942-47.
- «Азкара леНишмат Авраhам Ицхак hаКоhэн Кук», Мосад hаРав Кук: Иерусалим, 1936-38.
- «Сефер Йовел» (серия книг под редакцией И. Л. Маймона, в том числе «В. М. Левин» (1940), о журнале «Синай» (1958), «Шимон Федербуш» (1960), «Исраэль Эльфенбейм» (1963) и другие), Мосад hаРав Кук: Иерусалим.
- «Йовел hаМизрахи» (к 50-летию движения «Мизрахи»), Мосад hаРав Кук: Иерусалим, 1952.